# Parlamentsdienste (Schweiz)

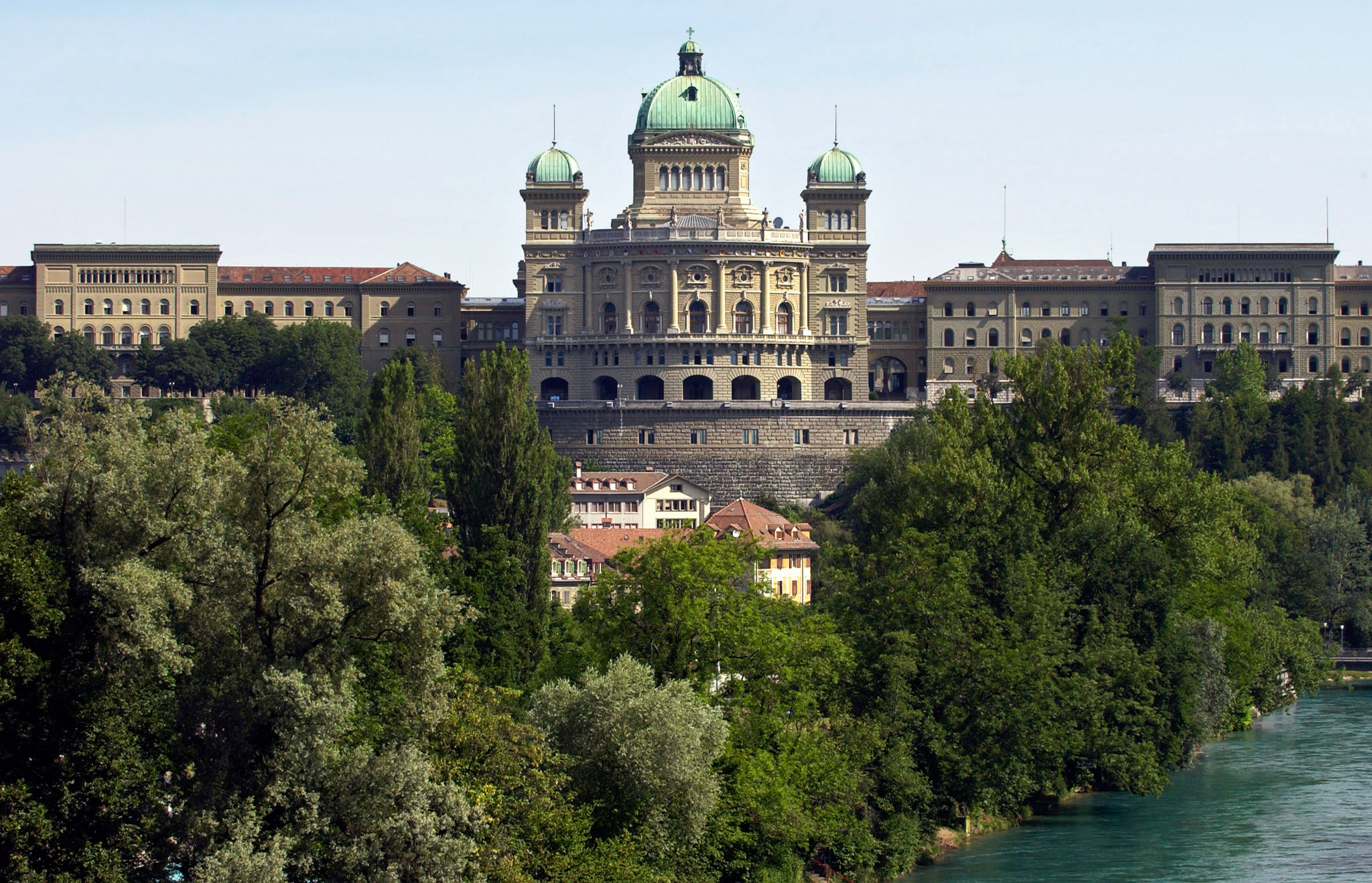
Das Bundeshaus, Sitz der Bundesversammlung und der Parlamentsdienste

Die Parlamentsdienste (PD) (französisch Services du Parlement SP, italienisch Servizi del Parlamento SP, rätoromanisch Servetschs dal Parlament SP, englisch Parliamentary Services PS) sind die Stabsstelle der Schweizer Bundesversammlung (nationales Parlament) und unterstützen diese bei der Erfüllung von deren Aufgaben.

## Organisation
Die Parlamentsdienste sind für beide Kammern der Bundesversammlung tätig und stehen unter der Leitung der Generalsekretärin oder des Generalsekretärs. Dieses Amt wird seit 2013 von Philippe Schwab ausgeübt (Stand August 2025). Unterstützt wird er dabei von den sieben anderen Mitgliedern der Geschäftsleitung.
Die oberste Leitung der Parlamentsdienste obliegt der Verwaltungsdelegation, die sich aus drei Nationalrats- und drei Ständeratsmitgliedern zusammensetzt, die dem Büro des jeweiligen Rates angehören.
Die Parlamentsdienste sind wie folgt organisiert:
- Zu den Stabsstellen gehören das Sekretariat des Nationalrates, das Sekretariat des Ständerates, der Rechtsdienst, das Sekretariat der Geschäftsprüfungskommissionen, das Sekretariat der Finanzkommissionen und die Parlamentarische Verwaltungskontrolle.
- Der Bereich Information besteht aus den Ressorts Information & Redaktion, Publikationen & Produktion, Führungen & Veranstaltungen sowie dem Amtlichen Bulletin.
- Der Bereich Internationales & Mehrsprachigkeit umfasst das Sekretariat der Aussenpolitischen Kommissionen, die Sekretariate der Delegationen bei internationalen parlamentarischen Versammlungen und der Delegationen für die Beziehungen zu Parlamenten anderer Staaten, das Ressort Protokoll & Reisen, das italienischsprachige Sekretariat sowie die Ressorts Übersetzung und Dolmetschen.
- Der Bereich Kommissionen & Recherche vereint die Kommissionssekretariate (ausser jene der Aussenpolitischen Kommissionen sowie der Geschäftsprüfungs- und der Finanzkommissionen), die Parlamentsbibliothek und das Kompetenzzentrum Fahnen.
- Der Bereich Infrastruktur & Sicherheit umfasst die Sicherheit, Betrieb & Weibel sowie den Assistenz-Pool.

Das Ressort Digitale Dienstleistungen hat eine Querschnittsfunktion. Es ist verantwortlich für die Informatik-Infrastruktur und bietet seine Dienstleistungen sowohl den Mitarbeitenden der Parlamentsdienste als auch den Parlamentsmitgliedern an.

## Aufgaben
Die Aufgaben der Parlamentsdienste sind in Artikel 64 des Bundesgesetzes über die Bundesversammlung (SR 171.10) festgelegt.
Die Parlamentsdienste unterstützen die Bundesversammlung in verschiedener Hinsicht. Das Sekretariat des Nationalrates und jenes des Ständerates planen und organisieren die vier ordentlichen Sessionen pro Jahr sowie allfällige Sondersessionen oder ausserordentliche Sessionen. Ausserdem unterstützen sie das Präsidium und das Büro des jeweiligen Rates. Das Zentrale Sekretariat wiederum erfasst unter anderem die parlamentarischen Geschäfte.
Die Sekretariate der Sachbereichs- und der Aufsichtskommissionen organisieren die Kommissionssitzungen und bereiten diese inhaltlich vor. Sie sorgen dafür, dass die parlamentarischen Verfahren bei der Behandlung der Geschäfte eingehalten werden. Das Kompetenzzentrum Fahnen wiederum erstellt tabellarische Übersichten zu den in den Kommissionen und Räten behandelten Erlassentwürfen.
Die Mitarbeitenden des Amtlichen Bulletins verfassen die Protokolle der Kommissionssitzungen und führen Wortprotokolle zu den Verhandlungen in den Räten. Während den Sessionen werden die Niederschriften der Ratsdebatten fortlaufend auf der Website des Parlaments veröffentlicht.
Das Ressort Übersetzung sorgt dafür, dass die Unterlagen für die Parlamentsmitglieder und die Informationen für die Öffentlichkeit in Deutsch sowie in Französisch vorliegen. Die Übersetzung ins Italienische wird von der Abteilung Italienisch der Zentralen Sprachdienste der Bundeskanzlei sichergestellt, die gestützt auf Artikel 12 Absatz 3 SpDV  die Funktion des Italienischsprachdienstes der Bundesversammlung ausübt. Im Nationalrat gewährleisten die Dolmetscherinnen und Dolmetscher die Simultanverdolmetschung der Debatten in Deutsch, Französisch und Italienisch.
Die Sekretariate der Aussenpolitischen Kommissionen, der Delegationen bei internationalen parlamentarischen Versammlungen und der Delegationen für die Beziehungen zu Parlamenten anderer Staaten unterstützen die Bundesversammlung im Bereich der internationalen Beziehungen. Das Ressort Protokoll & Reisen organisiert die offiziellen Auslandsreisen von Parlamentsmitgliedern und den Empfang von offiziellen internationalen Delegationen.
Die Parlamentarische Verwaltungskontrolle (PVK) ist der Evaluationsdienst der Bundesversammlung. Im Auftrag der Geschäftsprüfungskommissionen führt sie unter anderem Studien zur Rechtmässigkeit, Zweckmässigkeit und Wirksamkeit der Tätigkeiten der Bundesbehörden durch.
Die Parlamentsbibliothek liefert den Ratsmitgliedern Dokumentationen und verfolgt für sie die Aktualitäten. Der Bereich Information beantwortet Medienanfragen und koordiniert die Kommunikation der Parlamentsdienste. Letztere informieren die Öffentlichkeit über das Internet, an Führungen durch das Bundeshaus oder an Veranstaltungen über die Bundesversammlung und deren Tätigkeiten. Zudem stellen sie die Live-Übertragung der Sessionen auf der Homepage des Parlaments sicher.
Der Bereich Infrastruktur & Sicherheit sorgt dafür, dass die Infrastruktur der Bundesversammlung – insbesondere an deren Sitz im Bundeshaus – angemessen ist. Die Weibelinnen und Weibel in ihren unverkennbaren grünen Uniformen unterstützen die Parlamentsmitglieder in verschiedenen Belangen. So begleiten sie zum Beispiel die Ratspräsidentinnen und -präsidenten an öffentliche Anlässe.

## Geschichte
In der Bundesverfassung von 1848 war für den Bundesrat und das Parlament nur ein Sekretariat vorgesehen: die Bundeskanzlei. Der Bundeskanzler war bis 1920 auch Sekretär des Nationalrates und der Vizekanzler sowie bis 1980 Sekretär des Ständerates.
Das Sekretariat der Bundesversammlung wurde 1919 eingesetzt – mit der Aufnahme einer entsprechenden Bestimmung ins Bundesgesetz betreffend die Organisation der Bundeskanzlei – und war damals der Bundeskanzlei unterstellt.
Im Jahr 1962 wurde das Sekretariat der Bundesversammlung im neuen Geschäftsverkehrsgesetz wie folgt verankert: 

«1) Die Kanzleigeschäfte beider Räte sowie der Vereinigten Bundesversammlung besorgt innerhalb der Bundeskanzlei das Sekretariat der Bundesversammlung, das unter der Leitung des Generalsekretärs der Bundesversammlung steht. 
2) Der Generalsekretär der Bundesversammlung untersteht den Präsidenten beider Räte.»

Nach der Mirage-Affäre forderten in den 1960er-Jahren mehrere Stimmen von der Exekutive unabhängige Parlamentsdienste. Als Folge dieser Debatten richtete die Bundesversammlung 1967 einen eigenen Dokumentationsdienst und ein ständiges Sekretariat für die Geschäftsprüfungskommissionen ein. Nach und nach lösten sich die Parlamentsdienste funktionell von der Bundeskanzlei. Der Bundesbeschluss über die Parlamentsdienste vom 9. März 1972 präzisierte, dass «[f]ür die Ausübung ihrer Funktionen […] die Parlamentsdienste unabhängig von Bundesrat und Bundeskanzlei» sind. In rechtlicher Hinsicht waren sie aber nach wie vor der Bundeskanzlei unterstellt.
Im Jahr 1988 erhielten die Parlamentsdienste ihr eigenes Leitungsgremium: die Verwaltungsdelegation, die sich aus den Präsidien der beiden Räte zusammensetzt. Der Sekretär der Bundesversammlung wurde zu dieser Zeit jedoch noch vom Bundesrat gewählt und der Vizekanzler war nach wie vor auch Sekretär des Ständerates. Die Parlamentarische Verwaltungskontrolle wurde 1990 mit folgendem Auftrag eingesetzt: «Gestützt auf Einzelaufträge der Geschäftsprüfungskommissionen überprüft die Verwaltungskontrollstelle die Aufgaben der Verwaltung und ihre Erfüllung sowie die Wirkungen des Handelns von Behörden und Verwaltung.»
Die Trennung von Parlamentsdiensten und Bundeskanzlei wurde mit der 1999 verabschiedeten neuen Verfassung offiziell vollzogen. Artikel 155 hält fest, dass die Parlamentsdienste direkt der Bundesversammlung unterstellt sind. Seither sind sie unabhängig von der Bundesverwaltung, können aber zur Erfüllung ihrer Aufgaben Dienststellen der Bundesverwaltung beiziehen. Sie können zum Beispiel konkrete Informationen zu Angelegenheiten des Bundes verlangen.
Seit 1919 hatte die Bundesversammlung sieben Generalsekretäre und zwei Generalsekretärinnen:
- Fritz Gygax, 1919–1940
- Frédéric Geissbühler, 1940–1954
- Hans Brühwiler, 1954–1969
- Alois Pfister, 1969–1981
- Jean-Marc Sauvant, 1981–1992
- Annemarie Huber-Hotz, 1992–1999
- Mariangela Wallimann-Bornatico, 1999–2008
- Christoph Lanz, 2008–2013
- Philippe Schwab, seit 2013

## Personalbestand ab 2001
| Jahr | Vollzeitstellen |
| ---- | --------------- |
| 2001 | 150             |
| 2002 | 159             |
| 2003 | 180             |
| 2004 | 176             |
| 2005 | 176             |
| 2006 | 181             |
| 2007 | 188             |
| 2008 | 192             |
| 2009 | 198             |
| 2010 | 203             |
| 2011 | 209             |
| 2012 | 212             |
| 2013 | 213             |
| 2014 | 213             |
| 2015 | 217             |
| 2016 | 217             |
| 2017 | 218             |
| 2018 | 250             |
| 2019 | 251             |
| 2020 | 225             |
| 2021 | 229             |
| 2022 | 224             |
| 2023 | 235             |
| 2024 | 245             |